# Richard Rorty
Richard McKay Rorty (født 4 oktober 1931 i New York City, New York, død 8 juni 2007 i Palo Alto, Californien) var en amerikansk filosof, kendt for sine teorier om postanalytisk filosofi. Han var professor i sammenlignende litteraturvidenskab og filosofi ved Stanford University.
Rorty begyndte sin akademiske karriere med at undersøge Platon og dennes sandhedsbegreb, for siden at opdage pragmatismen gennem værker af John Dewey. The Linguistic Turn (1967) er et af hans mest berømte værker, hvor han lancerede udtrykket den sproglige vending. Hans hovedværk, Philosophy and the Mirror of Nature (1979), kritiserede filosofien og humaniora for at efterligne naturvidenskaben i spørgsmålet om metode, samt epistemologien for idéen at sindet har til opgave objektivt at repræsentere den ydre virkelighed. I 1990'erne skrev han flere værker om den kontinentale filosofi, frem for alt om Martin Heidegger, Michel Foucault, og Jacques Derrida. Han har kritiseret de såkaldte ”kritiske venstreintellektuelle”, for eksempel Foucault, til forsvar for et traditionelt amerikansk progressivt og pragmatisk venstre.
I 2005 udgav han sammen med med den italienske filosof Gianni Vattimo (f. 1936) The Future of Religion, der blandt andet undersøger religionens vilkår. 
Blandt hans elever regnes de amerikanske filosoffer Robert Brandom (f. 1950) og John McDowell (f. 1942).